# پلهم، انتاریو

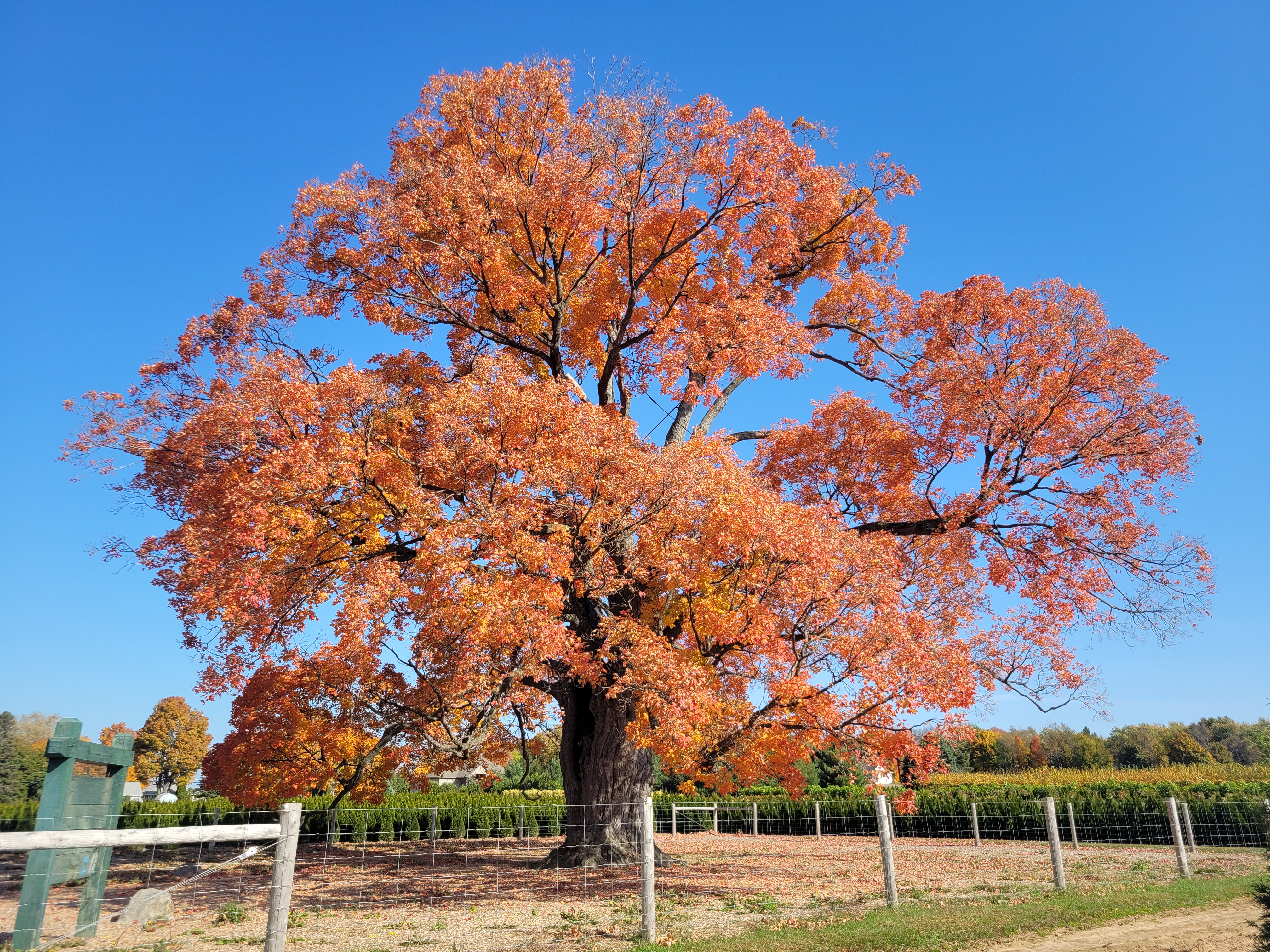
درخت کهن افرای قندی در شهر پلهم، انتاریو

پلهم، انتاریو (به انگلیسی: Pelham, Ontario) یک منطقهٔ مسکونی در کانادا است که در شهرستان نایاگارا واقع شده‌است. پلهم ۱۷٬۱۱۰ نفر جمعیت دارد.